# Баталов, Фёдор Алексеевич
Фёдор Алексе́евич Бата́лов (29 августа (11 сентября) 1900 — 17 августа 1941) — советский офицер, участник трёх войн, Герой Советского Союза (9.08.1941). В годы Великой Отечественной войны — командир стрелкового батальона 437-го стрелкового полка 154-й стрелковой дивизии 21-й армии Западного фронта, капитан.

## Биография
Родился 29 августа (11 сентября) 1900 года в городе Казани, ныне столице Республики Татарстан, в семье рабочего. Русский. Окончил начальную школу. Работал в Казани.
В Красной армии с 1918 года.
Участник гражданской войны.
Член ВКП(б) с 1927 года. В 1929 году окончил военную школу в Казани, а в 1939 году — курсы «Выстрел».
Участник финской войны, на которой был награждён орденом Боевого Красного Знамени.
Участник Великой Отечественной войны с июня 1941 года.
Батальон 437-го стрелкового полка (154-я стрелковая дивизия, 21-я армия, Западный фронт) под командованием капитана Фёдора Баталова 14—18 июля 1941 года во время боёв в районе городов Жлобина и Рогачёва Гомельской области Белоруссии, в ходе которых поочерёдно окружил и занял сёла Придорожное, Заградье и Заводное, отразил контратаку противника и занял депо станции «Жлобин».
Указом Президиума Верховного Совета СССР «О присвоении звания Героя Советского Союза начальствующему составу Красной Армии» от 9 августа 1941 года за «образцовое выполнение боевых заданий командования на фронте борьбы с германским фашизмом и проявленные при этом отвагу и геройство» капитану Баталову Фёдору Алексеевичу присвоено звание Героя Советского Союза. Получить награды он не успел.
17 августа 1941 года капитан Ф. А. Баталов погиб в бою в районе села Скепня Гомельской области. Похоронен на месте гибели.

## Награды и звания
- Медаль «Золотая Звезда» Героя Советского Союза — за образцовое выполнение боевых заданий командования на фронте борьбы с германским фашизмом и проявленные при этом отвагу и геройство.
- Орден Ленина (9 августа 1941) — за образцовое выполнение боевых заданий Командования на фронте борьбы с германским фашизмом.
- Орден Красного Знамени[1].

## Память
- В городе Жлобине именем Ф. А. Баталова названа улица[1], там же установлен памятный знак. На здании Жлобинского райисполкома установлена мемориальная доска.
- Образ капитана Баталова нашел отражение в песне «Слушают отряды песню фронтовую», созданной неизвестными авторами в первые месяцы Великой Отечественной войны: « Но пока что пуля мимо пролетела,/ И пока что подступ к смерти отдален,/ И пока в атаку капитан Баталов/ На геройский подвиг поднял батальон.»